# HD 129092
HD 129092 är en blåvit underjätte i Cirkelpassarens stjärnbild. Den består av två eller fler stjärnor i ett stjärnsystem..
Stjärnan har visuell magnitud +6,41 och befinner sig därmed på gränsen till vad som går att se för blotta ögat vid mycket god seeing.